# Mặt trận Miến Điện
Mặt trận Miến Điện là một loạt các trận đánh và chiến dịch diễn ra tại Miến Điện (ngày nay là Myanmar). Là một phần của Mặt trận Đông Nam Á trong Thế chiến 2, các lực lượng Đồng minh tham chiến (Đế quốc Anh và Trung Hoa Dân Quốc, với sự giúp đỡ từ Hoa Kỳ) chống lại quân đội Nhật Bản. Đế quốc Nhật Bản được hỗ trợ bởi Quân đội Thái Phayap, cũng như hai phong trào và quân đội độc lập cộng tác. Đầu tiên trong số này là Quân đội Độc lập Miến Điện, đã dẫn đầu các cuộc tấn công ban đầu chống lại đất nước. Quân đội Quốc gia Ấn Độ, do Subhas C. Bose của Phong trào Ấn Độ Tự do lãnh đạo, cũng hợp tác với Đế quốc Nhật Bản, đặc biệt là trong Chiến dịch U-Go năm 1944. Một nhà nước bù nhìn độc lập trên danh nghĩa được thành lập tại các khu vực bị chinh phục và một số vùng lãnh thổ bị Thái Lan sáp nhập. Năm 1942 và 1943, lực lượng Đồng minh tại Ấn Độ đã phát động một số cuộc tiến công để chiếm lại các vùng lãnh thổ đã mất nhưng lại bị thất bại. Giao tranh ngày càng gia tăng vào năm 1944, và Lực lượng Đế quốc Anh đạt đến đỉnh điểm vào khoảng 1,000,000 người cả trên bộ và trên không. Các lực lượng này được huy động từ Ấn Độ, cùng với quân đội Anh từ chính quốc (tương đương với 8 sư đoàn bộ binh chính quy và 6 trung đoàn xe tăng), 100,000 quân từ thuộc địa châu Phi, và một số lượng nhỏ các lực lượng trên bộ và không quân từ một số Lãnh địa và Thuộc địa khác. Những lực lượng bổ sung này cho phép quân Đồng minh tái chiếm Miến Điện vào năm 1945.
Mặt trận này có một số đặc điểm đáng chú ý. Đặc điểm địa lý của khu vực có nghĩa là khí hậu, bệnh tật và địa hình có ảnh hưởng lớn đến các hoạt động. Việc thiếu các cơ sở hạ tầng giao thông đã đặt trọng tâm vào các kỹ thuật quân sự và vận tải hàng không để di chuyển và cung cấp quân lực cũng như sơ tán những thương binh về hậu phương. Mặt trận này cũng phức tạp về mặt chính trị, với người Anh, Mỹ và Trung Quốc đều có những ưu tiên về chiến lược khác nhau. Đây cũng là chiến dịch trên bộ duy nhất của quân Đồng minh phương Tây tại Thái Bình Dương diễn ra liên tục từ khi bắt đầu chiến sự cho đến khi kết thúc chiến tranh. Điều này là do vị trí địa lý của nó. Bằng cách mở rộng từ Đông Nam Á đến Ấn Độ, khu vực của nó bao gồm một số vùng đất của mà người Anh đã mất khi bắt đầu chiến tranh, nhưng cũng bao gồm các khu vực của Ấn Độ, trong đó cuộc tiến công cuối cùng của Nhật Bản đã bị dừng lại. Khí hậu của khu vực bị chi phối bởi những cơn mưa gió mùa, cho phép hoạt động hiệu quả chỉ hơn một nửa mỗi năm. Điều này, cùng với các yếu tố khác như nạn đói và các cuộc nổi dậy tại Ấn Độ thuộc Anh và ưu tiên của quân Đồng minh đối với việc đánh bại Đức Quốc xã, đã kéo dài chiến và chia nó thành 4 giai đoạn: cuộc xâm lược của Nhật Bản, dẫn đến việc trục xuất các lực lượng Anh-Ấn và Trung Quốc vào năm 1942; những nỗ lực tiến công của quân Đồng minh nhằm tái chiếm Miến Điện nhưng lại bị đánh bại, từ cuối năm 1942 đến đầu năm 1944; cuộc xâm lược của Nhật Bản vào Ấn Độ năm 1944, cuối cùng đã thất bại sau các trận Imphal và Kohima; và cuối cùng là cuộc tiến công của Đồng minh đã giải phóng thành công Miến Điện từ cuối năm 1944 đến giữa năm 1945.
Chiến dịch cũng bị ảnh hưởng mạnh mẽ từ bầu không khí chính trị nổ ra ở các nước Đông Nam Á bị Nhật Bản chiếm đóng, những người theo đuổi chính sách liên châu Á về việc thành lập "Khối Thịnh vượng chung Đại Đông Á". Chính những điều này đã dẫn đến một cuộc cách mạng do Nhật Bản bảo hộ trong cuộc xâm lược ban đầu và thành lập Nhà nước Miến Điện, trong đó có Chính phủ Lâm thời Ấn Độ Tự do cùng với Quân đội Quốc gia Ấn Độ, được đặt trụ sở tại đây. Thái độ thống trị của người Nhật cuối cùng đã huỷ diệt toàn bộ Khối Thịnh vượng chung, dẫn đến hy vọng về một nền Độc lập thực sự mờ dần và Quân đội Quốc gia Miến Điện được thành lập từ thời chiến đã nổi dậy chống lại Nhật Bản vào năm 1945. Về phía Đồng minh, những mối quan hệ chính trị bị xáo trộn trong phần lớn cuộc chiến. Tại Mặt trận Trung Hoa-Ấn Độ-Miến Điện, Lực lượng X Trung Quốc do người Mỹ đào tạo đã dẫn đến sự hợp tác giữa hai nước này, nhưng các chiến lược xung đột được đề xuất bởi Tướng Stilwell và Đại nguyên soái Trung Quốc Tưởng Giới Thạch cuối cùng sẽ dẫn đến việc Stilwell bị loại khỏi chức vụ tư lệnh tối cao của mặt trận này. Mặt khác, mối quan hệ Trung Quốc-Ấn Độ rất tích cự từ con đường Miến Điện, được xây dựng để để tiếp cận Lực lượng Y Trung Quốc và nỗ lực chiến tranh chống lại người Nhật tại Trung Quốc, cũng như từ các nhiệm vụ anh hùng trên tuyến đường hàng không cực kỳ nguy hiểm trên dãy Himalayas, có biệt danh là "The Hump". Chiến dịch này sẽ có tác dụng lớn đến các cuộc đấu tranh giành độc lập của Miến Điện và Ấn Độ trong những năm sau này sau khi chiến tranh kết thúc.

## Nhật Bản xâm lược Miến Điện
Bài chi tiết: Nhật Bản xâm chiếm Miến Điện.
Xem thêm: Chiến dịch Mã Lai, Trận Singapore và Chiến dịch Đông Ấn Hà Lan.
Các mục tiêu ban đầu của Nhật Bản ở Miến Điện là đánh chiếm Rangoon (ngày nay là Yangon), thủ đô của Miến Điện và cảng biển chính. Điều này sẽ đóng cửa con đường tiếp tế trên bộ duy nhất cho Trung Quốc và tạo ra một tuyến phòng thủ từ xa để bảo vệ quân Nhật tại Mã Lai và Đông Ấn thuộc Hà Lan. Tập đoàn quân 15 Nhật Bản dưới quyền chỉ huy của Trung tướng Shōjirō Iida, với lực lượng ban đầu chỉ bao gồm hai sư đoàn bộ binh, được giao nhiệm vụ đánh chiếm miền bắc Thái Lan (vốn đã ký một hiệp ước hữu nghị với Nhật Bản vào ngày 21 tháng 12 năm 1941), và phát động tấn công vào tỉnh Tenasserim trên dãy đồi Tenasserim ở miền nam Miến Điện (ngày nay là vùng Tanintharyi) vào tháng 1 năm 1942.
Trước các cuộc tiến công của quân Nhật, một số lượng lớn người dân Ấn Độ, người Anh-Ấn và Anh-Miến đã di tản khỏi Miến Điện, khoảng 600,000 người đã được di tản vào mùa thu năm 1942, cho đến lúc đó là cuộc di tản hàng loạt lớn nhất trong lịch sử. Có lẽ khoảng 80,000 người trong số những người đang di tản sẽ chết vì đói, kiệt sức và bệnh tật. Một số vụ thảm sát tồi tệ nhất ở Miến Điện trong Thế chiến 2 không phải do người Nhật gây ra mà là bởi các băng đảng tội phạm Miến Điện có liên quan đến Quân đội Miến Điện Độc lập.
Quân Nhật đã thành công trong việc tấn công quan đèo Kawkareik và chiếm được thành phố cảng Moulmein ở cửa sông Salween sau khi vượt qua được sự gay gắt. Sau đó, họ tiến về phía bắc, vượt qua các vị trí phòng thủ liên tiếp của người Anh. Sư đoàn Bộ binh Ấn Độ 17 đã cố gắng rút lui qua sông Sittaung, nhưng bên phía người Nhật họ đã đến được cây cầu quan trọng trước khi Sư đoàn này thực hiện việc rút lui. Vào ngày 22 tháng 2, cây cầu đã bị công binh Anh đánh sập để ngăn chặn quân Nhật chiếm giữ nó, một quyết định kể từ đó đã gây ra một sự tranh cãi về việc đưa ra quyết định.
Việc mất hai lữ đoàn thuộc Sư đoàn Ấn Độ 17 đồng nghĩa với việc Rangoon không còn an toàn. Tướng Archibald Wavell, Tổng tư lệnh của Bộ Tư lệnh ABDA, đã ra lệnh phải giữ vững Rangoon. Ông đang mong đợi một lượng lớn viện binh từ Trung Đông sang. Mặc dù một số đơn vị tiết viện đã đến, các cuộc phản công đã được thực hiện nhưng lại thất bại và Tư lệnh mới của Bộ Tư lệnh Miến Điện (Tướng Harold Alexander), đã ra lệnh rút khỏi thành phố vào ngày 7 tháng 3 sau khi phá huỷ các hải cảng và các nhà máy lọc dầu. Tàn quân Miến Điện phải đối mặt với sự bao vây khi họ rút về phía Bắc thành phố nhưng cũng may là họ đã trốn thoát thành công trong gang tấc.
Về phía đông của mặt trận, trong Trận chiến ở đường Vân Nam-Miến Điện, Sư đoàn 200 Trung Quốc đã cầm chân quân Nhật trong khoảng một thời gian xung quanh Toungoo, nhưng sau đó họ lại bị đánh bại và đã mở toang con đường để cho lực lượng cơ giới của Sư đoàn 56 Nhật Bản tràn vào đánh tan Tập đoàn quân 6 Trung Quốc về phía đông ở bang Karenni và tiến lên phía bắc qua bang Shan để chiếm Lashio, đánh tạt sườn vào các phòng tuyến của quân Đồng minh và chia cắt quân Trung Quốc ra khỏi Vân Nam. Với sự sụp đổ có hiệu quả của toàn bộ phòng tuyến, chẳng còn sự lựa chọn nào khác ngoài việc triệt thoái bằng đường bộ đến Ấn Độ hoặc Vân Nam.

### Quân Nhật tiến sát tới biên giới Ấn Độ
Sau khi Rangoon thất thủ vào tháng 3 năm 1942, quân Đồng minh đã cố gắng tạo ra một chỗ đứng ở phía bắc đất nước (Thượng Miến Điện), sau khi được tăng viện bởi Lực lượng Viễn chinh Trung Hoa. Quân Nhật sau đó đã được tiếp viện bởi 2 sư đoàn từ Singapore và đánh bại Quân đoàn Miến Điện mới được lập ra và lực lượng Trung Quốc. Quân Đồng minh cũng phải đối mặt với Quân đội Miến Điện Độc lập đang mở rộng nhanh chóng và sự tan rã dần dần của chính phủ dân sự tại khu vực mà họ nắm giữ. Với việc lực lượng của họ bị chia cắt hầu hết ra khỏi nguồn cung tiếp liệu, các chỉ huy Đồng minh cuối cùng đã ra quyết định di tản các lực lượng của họ ra khỏi Miến Điện. Vào ngày 16 tháng 4, tại Miến Điện, 7,000 quân Anh đã bị Sư đoàn 33 Nhật Bản bao vây trong Trận Yenangyaung và được Sư đoàn 38 Trung Quốc giải vây.
Việc rút quân được thực hiện trong hoàn cảnh khủng khiếp. Những người dân trốn tránh nạn đói, những kẻ lang thang vô tổ chức cùng đám đông bệnh nhân và người bị thương đã làm tắc ngẽn những con đường thô sơ và đường hẻm dẫn sang Ấn Độ. Quân đoàn Miến Điện đã rút về Imphal, tại Manipur, Ấn Độ, ngay trước khi mùa mưa đổ xuống vào tháng 5 năm 1942, sau khi mất hầu hết các trang thiết bị và phương tiện vận chuyển. Tại đây, họ thấy mình sống trong cảnh lộ thiên dưới những cơn mưa gió mùa trong hoàn cảnh cực kỳ không lành mạnh. Các cơ quan quân sự và dân sự ở Ấn Độ tỏ ra rất chậm chạp để đáp ứng các nhu cầu của quân đội và người tị nạn dân sự.
Do thiếu liên lạc, khi quân Anh rút khỏi Miến Điện, hầu như không một ai trong số những người lính Trung Quốc biết về cuộc rút lui. Nhận ra rằng họ không thể giành chiến thắng nếu không có sự hỗ trợ của người Anh, Lực lượng X do Tưởng Giới Thạch đảm bảo đã vội vàng rút lui và không có trật tự đến Ấn Độ, nơi họ được đặt dưới sự chỉ huy của Tướng Joseph Stilwell. Sau khi hồi phục, họ được người Mỹ tái trang bị và tái huấn luyện. Tàn quân Trung Quốc còn lại cố gắng rút về Vân Nam qua các khu rừng núi xa xôi và nhiều người đã chết dọc đường hành quân.

### Quân Thái Lan tiến vào Miến Điện
Bài chi tiết: Saharat Thai Doem và Tập đoàn quân Phayap Thái.
Theo Liên minh quân sự Thái Lan với Nhật Bản được ký kết vào ngày 21 tháng 12 năm 1941, vào ngày 21 tháng 3, Thái Lan và Nhật Bản cũng đồng ý rằng Karenni và Shan sẽ nằm dưới quyền kiểm soát của Thái Lan. Phần còn lại của Miến Điện nằm dưới sự kiểm soát của người Nhật.
Những đơn vị tiên phong thuộc Tập đoàn quân Phayap Thái dưới quyền chỉ huy của Tướng J. R. Seriroengrit đã vượt qua biên giới tiến vào Shan vào ngày 10 tháng 5 năm 1942. Ba sư đoàn bộ binh và một sư đoàn kỵ binh dẫn đầu bởi nhóm trinh sát cơ giới cùng với sự yểm trợ của không quân đã giao tranh với Sư đoàn 93 Trung Quốc đang rút lui. Kengtung, mục tiêu chính, đã bị chiếm vào ngày 27 tháng 5. Vào ngày 12 tháng 7, Tướng Phin Choonhavan, thống đốc quân sự tiểu bang Shan của Thái Lan, đã ra lệnh cho Sư đoàn 3 thuộc Tập đoàn quân Phayap chiếm đóng bang Karenni và trục xuất Sư đoàn 55 Trung Quốc ra khỏi Loikaw. Quân đội Trung Quốc không thể rút lui vì các tuyến đường đến Vân Nam đã nằm dưới sự kiểm soát của liên quân Nhật-Thái. Người Thái vẫn kiểm soát bang Shan trong suốt cuộc chiến cho đến khi kết thúc chiến tranh. Quân đội của họ cũng gặp khó khăn do thiếu nguồn cung tiếp liệu và bệnh tật, nhưng lại không phải hứng chịu các cuộc tấn công của quân Đồng minh.

## Cuộc tiến công lần thứ nhất của phe Đồng minh, 1942-1943
Bài chi tiết: Mặt trận Miến Điện (1942-1943).
Người Nhật đã không tiến hành một cuộc tiến công mới sau khi mùa mưa kết thúc. Họ đã thành lập một chính phủ Miến Điện độc lập trên danh nghĩa dưới sự lãnh đạo của Ba Maw, và cải tổ toàn bộ Quân đội Độc lập Miến Điện và đổi tên thành Quân đội Quốc gia Miến Điện dưới quyền chỉ huy của Tướng Aung San. Trên thực tế, cả chính phủ và quân đội đều bị người Nhật kiểm soát.
Về phía Đồng minh, các hoạt động quân sự ở Miến Điện trong phần còn lại của năm 1942 và năm 1943 lại là một thất bại về mặt quân sự. Người Anh chỉ có thể duy trì được ba chiến dịch của họ, và các cuộc tiến công ngay lập tức ở cả Trung Đông và Viễn Đông là bất khả thi do thiếu nguồn lực. Trung Đông được ưu tiên, gần gũi hơn với chính quốc và phù hợp với chính sách "Đánh bại Đức Quốc xã là ưu tiên trên hết" của chính quyền London và Washington.
Việc xây dựng các kế hoạch quân sự trong tương lai của phe Đồng minh cũng bị cản trở bởi tình trạng mất an ninh ở Ấn Độ vào thời điểm đó. Đã có những cuộc biểu tình bạo lực để ủng hộ phong trào "Rời khỏi Ấn Độ" ở Bengal và Bihar, buộc người Anh phải huy động hơn 57 tiểu đoàn bộ binh để đàn áp. Ngoài ra, do hậu quả từ chính sách tiêu thổ khi quân Nhật xâm lược Miến Điện đã gây ra nạn đói tại Bengal, dẫn đến 3 triệu người chết. Trong hoàn cảnh khó khăn như vậy, rất khó để cải thiện các đường dây liên lạc đến tiền tuyến ở Assam hoặc tận dụng các ngành công nghiệp ở địa phương để phục vụ cho chiến tranh. Những nỗ lực cải thiện việc huấn luyện quân đội vốn dĩ đã mất thời gian và ở các khu vực phía trước, lực lượng tại đây có tinh thần sĩ khí kém và bệnh tật kết hợp với nhau đã làm giảm sức mạnh và hiệu quả chiến đấu của các đơn vị quân đội.
Tuy nhiên, quân Đồng minh đã tiến hành hai hoạt động quân sự trong mùa khô 1942-1943. Đầu tiên là cuộc tiến công nhỏ vào tỉnh ven biển Arakan của Miến Điện. Tập đoàn quân miền Đông Ấn Độ lên kế hoạch dự định tái chiếm lại bán đảo Mayu và đảo Akyab, nơi có một sân bay quan trọng. Một sư đoàn đã tiến đến Donbaik, chỉ cách cuối bán đảo vài dặm nhưng đã bị chặn lại bởi một đơn vị nhỏ của Nhật Bản nhưng họ lại cố thủ thành công. Ở giai đoạn này của cuộc chiến, quân Đồng minh lại thiếu phương tiện quân sự và các chiến thuật tấn công hiệu quả để vượt qua các bunker của Nhật Bản. Các cuộc tấn công được lặp đi lặp lại của quân Anh-Ấn đã thất bại với thương vong nặng nề. Quân tiếp viện Nhật Bản đến từ miền Trung Miến Điện và vượt qua các con sông và dãy núi mà quân Đồng minh đã tuyên bố là họ không thể vượt qua, để đánh vào sườn trái của quân Đồng minh đã lộ ra và tràn qua một số đơn vị. Người Anh đã kiệt sức không thể giữ vững bất kỳ một tuyến phòng thủ nào và buộc phải từ bỏ nhiều trang thiết bị và gần như quay trở lại biên giới Ấn Độ.
Hoạt động quân sự thứ hai thì lại gây ra tranh cãi. Dưới sự chỉ huy của Chuẩn tướng Orde Wingate, một đơn vị hoạt động tầm xa được biến đến với tên gọi Chindits đã xâm nhập thành công vào tiền tuyến của Nhật Bản và tiến sâu vào Miến Điện, với mục đích ban đầu là cắt đứt tuyến đường sắt bắc-nam chính ở Miến Điện trong một chiến dịch mang mật danh là Chiến dịch Longcloth. Khoảng 3,000 người tiến vào Miến Điện với nhiều đội hình. Họ đã phá hỏng đường dây liên lạc của người Nhật ở miền Bắc Miến Điện, cắt đứt tuyến đường sắt trong hai tuần nhưng họ lại bị thương vong nặng nề. Mặc dù kết quả bị nghi ngờ, chiến dịch này được sử dụng để tuyên truyền, đặc biệt là để khẳng định rằng lính Anh-Ấn có thể sống, di chuyển và chiến đấu hiệu quả như người Nhật trên địa hình rừng rậm, làm nhiều việc để khôi phục tinh thần cho quân Đồng minh.

## Cuộc tiến công lần thứ hai của phe Đồng minh, 1943-1944
Bài chi tiết: Mặt trận Miến Điện (1944).
Từ tháng 12 năm 1943 đến tháng 11 năm 1944, cán cân chiến lược tại Miến Điện đã thay đổi. Những cải tiến trong lãnh đạo, huấn luyện và hậu phương của Đồng minh, cùng với hoả lực lớn hơn và ưu thế trên không ngày càng gia tăng của Đồng minh, đã mang lại một sự tự tin mà họ đã thiếu trước đây. Tại Arakan, Quân đoàn XV Ấn Độ đã chịu đựng được và sau đó đã đập tan một cuộc phản công của quân Nhật, trong khi cuộc xâm lược của Nhật Bản vào Ấn Độ đã dẫn đến những tổn thất nặng nề và đã đẩy lùi quân Nhật ra khỏi sông Chindwin.

### Kế hoạch của quân Đồng minh
Vào tháng 8 năm 1943, phe Đồng minh đã thành lập nên Bộ Tư lệnh Đông Nam Á (SEAC), một bộ chỉ huy kết hợp mới chịu trách nhiệm về Mặt trận Đông Nam Á, dưới quyền chỉ huy của Đô đốc Louis Mountbatten. Việc huấn luyện, trang bị, chăm sóc sức khoẻ và tinh thần của quân Đồng minh dưới sự chỉ huy của Tập đoàn quân 14 Anh của Trung tướng William Slim đang được cải thiện, cũng như khả năng của các đường dây liên lạc ở Đông Bắc Ấn Độ. Một sự đổi mới là việc sử dụng rộng rãi máy bay để vận chuyển và cung cấp tiếp liệu cho quân đội.
SEAC đã phải đáp ứng một số kế hoạch của đối thủ, nhiều trong số đó đã phải bỏ đi vì thiếu nhân lực. Các cuộc đổ bộ lên Quần đảo Andaman (Chiến dịch "Pigstick") và tại Arakan đã phải huỷ bỏ khi các tàu đổ bộ được triệu hồi về châu Âu để chuẩn bị cho Cuộc Đổ bộ Normandy nổi tiếng.
Một nỗ lực lớn được dự định thực hiện là của quân Trung Quốc do Mỹ huấn luyện thuộc Bộ Tư lệnh Khu vực Tác chiến phía Bắc (NCAC) dưới sự chỉ huy của Tướng Joseph Stilwell, để hỗ trợ cho việc xây dựng con đường Ledo. Orde Wingate đã gây tranh cãi khi giành được sự chấp thuận về việc mở rộng lực lượng Chindit, được giao nhiệm vụ hỗ trợ Stilwell bằng cách tiêu diệt các tuyến tiếp tế của Nhật Bản cho mặt trận phía Bắc. Tưởng Giới Thạch cũng đã miễn cưỡng đồng ý tiến hành một cuộc tiến công từ Vân Nam.
Dưới sự chỉ huy của Tập đoàn quân 14 Anh, Quân đoàn XV Ấn Độ chuẩn bị cho cuộc tiến công ở tỉnh Arakan, trong khi Quân đoàn IV đã phát động một cuộc tiến công dự kiến từ Imphal ở trung tâm của mặt trận để đánh lạc hướng sự chú ý của Nhật Bản ra khỏi các cuộc tiến công khác.

### Kế hoạch của Nhật Bản
Cùng thời điểm SEAC được thành lập, người Nhật đã thành lập Phương diện quân Miến Điện dưới quyền chỉ huy của Trung tướng Masakazu Kawabe, bao gồm Tập đoàn quân 15 và Tập đoàn quân 28 mới được thành lập.
Tư lệnh mới của Tập đoàn quân 15, Trung tướng Renya Mutaguchi rất muốn tiến hành một cuộc tiến công nhằm chống lại Ấn Độ. Phương diện quân Miến Điện ban đầu đã dập tắt ý tưởng này, nhưng nhận thấy rằng cấp trên của họ tại Sở chỉ huy Đạo quân phương Nam ở Singapore rất quan tâm đến nó. Khi các sĩ quan tham mưu của Đạo quân phương Nam bị thuyết phục rằng kế hoạch này vốn dĩ đã có rủi ro, họ lần lượt nhận thấy rằng Đại Bản doanh tại Tokyo ủng hộ kế hoạch của Mutaguchi.
Người Nhật cũng bị ảnh hưởng ở một mức độ không xác định bởi Subhas Chandra Bose, tư lệnh Quân đội Quốc gia Ấn Độ. Điều này bao gồm phần lớn binh lính Ấn bị ở Mã Lai và Singapore, và người Ấn (Tamil) sống ở Mã Lai. Theo sự xúi giục của Bose, một đội ngũ đáng kể của INA đã tham gia vào Chalo Delhi ("Cuộc hành quân vào Delhi"). Cả Bose và Mutaguchi đều nhấn mạnh những lợi thế có được từ một cuộc tấn công thành công vào Ấn Độ. Với sự nghi ngờ từ một số sĩ quan cấp trên và cấp dưới của Mutaguchi, Chiến dịch U-Go đã được phát động.

### Mặt trận phía Bắc và Vân Nam
Lực lượng của Tướng Stilwell (Lực lượng X) ban đầu gồm hai sư đoàn Trung Quốc được trang bị vũ khí của Mỹ cùng với một tiểu đoàn xe tăng hạng nhẹ M3 do Trung Quốc điều khiển và một lữ đoàn thâm nhập tầm xa của Mỹ được biết đến với tên gọi là "Merrill's Marauders".
Vào năm 1943, Tập đoàn quân Phayap Thái tiến hành cuộc xâm lược vào tỉnh Vân Nam, Trung Quốc, nhưng đã bị đẩy lùi bởi quân Trung Quốc.
Vào tháng 10 năm 1943, Sư đoàn 38 Trung Quốc dưới quyền chỉ huy của Trung tướng Tôn Lập Nhân bắt đầu tiến từ Ledo, Assam về phía Myitkyina và Mogaung trong khi các kỹ sư Mỹ và công nhân người Ấn tiến hành mở rộng con đường Ledo phía sau họ. Sư đoàn 18 Nhật Bản liên tục bị lực lượng Merrill's Marauders vượt qua và đe doạ bao vây.
Trong Chiến dịch Thursday, lực lượng Chindits đã hỗ trợ Stilwell bằng cách can thiệt vào đường dây thông tin liên lạc của Nhật Bản trong khu vực Indaw. Một lữ đoàn bắt đầu hành quân qua dãy núi Patkai vào ngày 5 tháng 2 năm 1944. Vào đầu tháng 3, ba lữ đoàn khác dưới sự hỗ trợ của  Không quân Hoàng gia và Không lực Hoa Kỳ đã tiến hành đổ bộ vào các khu vực phía sau phòng tuyến của Nhật Bản, đồng thời thiết lập các cứ điểm phòng thủ mạnh xung quanh Indaw.
Trong khi đó, các lực lượng Trung Quốc ở mặt trận Vân Nam (Lực lượng Y) đã tiến hành một cuộc tấn công bắt đầu từ nửa cuối tháng 4, với gần 75,000 quân vượt qua sông Salween trên một mặt trận dài 300 km (190 dặm). Sau đó, một lực lượng Trung Quốc gồm 12 sư đoàn với quân số 175,000 người, dưới quyền chỉ huy của Tướng Vệ Lập Hoàng, đã tấn công Sư đoàn 56 Nhật Bản. Các lực lượng Nhật Bản ở phía Bắc hiện đang chiến đấu trên cả hai mặt trận ở Bắc Miến Điện.
Vào ngày 17 tháng 5, quyền chỉ huy lực lượng Chindits được chuyển giao từ Slim sang cho Stilwell. Chindits giờ đây có thể di chuyển từ các khu vực hậu phương của Nhật Bản đến các căn cứ mới gần phía trước khu vực của Stilwell hơn, và được Stilwell giao thêm nhiệm vụ mà chúng không được trang bị. Họ đã đạt được một số mục tiêu, nhưng đã phải hứng chịu thương vong nặng nề. Đến cuối tháng 6, họ đã liên kết với lực lượng của Stilwell nhưng đã kiệt sức, và được rút về Ấn Độ.
Cũng trong ngày 17 tháng 5, một lực lượng Trung Quốc gồm hai trung đoàn, Đơn vị Galahad (Merrill's Marauders) và du kích Kachin đã chiếm được sân bay Myitkyina. Quân Đồng minh đã không ngay lập tức theo đuổi thành công này và người Nhật đã có thể củng cố thị trấn, vốn chỉ thất thủ sau một cuộc bao vây kéo dài đến ngày 3 tháng 8. Tuy nhiên, việc chiếm được sân bay Myitkyina ngay lập tức đã giúp đảm bảo việc liên kết tuyến đường bay từ Ấn Độ đến Trùng Khánh.
Đến cuối tháng 5, cuộc tiến công từ Vân Nam, mặc dù bị ngăn trở bởi những cơn mưa gió mùa nhiệt đới và thiếu sự hỗ trợ từ trên không, đã thành công trong việc tiêu diệt quân Nhật tại Tengchong và cuối cùng đến tận Long Lăng. Lực lượng tiến viện mạnh của Nhật Bản đã tiến hành phản công và chặn được đà tiến của quân Trung Quốc.

### Mặt trận phía Nam
Tại Arakan, Quân đoàn XV Ấn Độ dưới quyền chỉ huy của Trung tướng Philip Christison đã tiến hành một cuộc tiến công trên bán đảo Mayu. Các dãy đồi đốc đứng đã chia cuộc tiến công thành ba hướng, mỗi hướng tiến công sẽ do một sư đoàn Ấn Độ hoặc Tây Phi đảm trách. Sư đoàn Bộ binh 5 Ấn Độ chiếm được cảng nhỏ Maungdaw vào ngày 9 tháng 1 năm 1944. Quân đoàn sau đó chuẩn bị đánh chiếm hai đường hầm có đường sắt băng qua nối Maungdaw với thung lũng Kalapanzin nhưng quân Nhật đã tấn công trước. Một lực lượng mạnh từ Sư đoàn 55 Nhật Bản xâm nhập vào các tuyến phòng thủ của Đồng minh để tấn công Sư đoàn Bộ binh 7 Ấn Độ từ phía sau, nhằm đánh chiếm Sở chỉ huy của sư đoàn.
Không giống như những lần trước mà điều này đã xảy ra, quân Đồng minh đã đứng vững trước các cuộc tấn công và nguồn cung tiếp liệu được thả xuống bằng máy bay. Trong Trận Admin Box từ ngày 5 đến ngày 23 tháng 2, quân Nhật tập trung vào khu vực kiểm soát của Quân đoàn XV, được bảo vệ chủ yếu bởi lính thông tin nhưng họ lại không thể đối phó với những chiếc xe tăng hỗ trợ các lực lượng phòng thủ, trong khi các lực lượng từ Sư đoàn 5 Ấn Độ đã vượt qua đèo Ngakyedauk để giải vây cho các lực lượng phòng thủ. Mặc dù thương vong của cả hai bên xấp xỉ bằng nhau trong trận chiến, nhưng đây là một thất bại nặng nề của quân Nhật Bản. Chiến thuật xâm nhập và bao vây của họ đã thất bại trong việc khiến quân Đồng minh hoảng loạn và vì người Nhật không thể chiếm được nguồn cung tiếp liệu của kẻ địch, họ đã chết đói.
Trong vài tuần tiếp theo, cuộc tiến công của Quân đoàn XV kết thúc khi quân Đồng minh tập trung vào Mặt trận Trung tâm. Sau khi chiếm được các đường hầm có đường sắt băng qua, Quân đoàn XV đã dừng lại trong thời gian diễn ra mùa mưa.

## Nhật Bản xâm lược Ấn Độ
Bài chi tiết: Chiến dịch U-Go, Trận Imphal và Trận Kohima.
Quân đoàn IV, dưới quyền chỉ huy của Trung tướng Geoffry Scoones, đã đưa hai sư đoàn đến sông Chindwin. Một sư đoàn làm dự bị tại Imphal. Có những dấu hiệu cho thấy quân Nhật chuẩn bị cho một cuộc tiến công lớn. Slim và Scoones đã lên kế hoạch cho việc rút lui và buộc quân Nhật phải giáp chiến vượt quá giới hạn với lực lượng hậu phương của họ. Tuy nhiên, họ đã đánh giá sai về thời điểm quân Nhật sẽ tấn công và sức mạnh mà họ sẽ sử dụng để chống lại một số mục tiêu.
Tập đoàn quân 15 Nhật Bản bao gồm ba sư đoàn bộ binh và một phân đội cỡ lữ đoàn ("Lực lượng Yamamoto"), và ban đầu là một trung đoàn từ Quân đội Quốc gia Ấn Độ. Mutaguchi, tư lệnh Tập đoàn quân 15, đã lên kế hoạch chia cắt và tiêu diệt các sư đoàn tiên phong của Quân đoàn IV trước khi chiếm được Imphal, trong khi Sư đoàn 31 Nhật Bản cô lập Imphal bằng cách đánh chiếm Kohima. Mutaguchi có ý định khai thác việc chiếm giữ Imphal bằng cách đánh chiếm thành phố chiến lược Dimapur, ở thung lũng sông Brahmaputra. Nếu điều này có thể đạt được, các đường dây liên lạc thông tin với lực lượng của Tướng Stilwell và các căn cứ không quân được sử dụng cung cấp vũ khi và trang thiết bị cho người Trung Quốc sẽ bị cắt đứt.
Quân Nhật vượt sông Chindwin vào ngày 8 tháng 3. Scoones (và Slim) đã chậm chạp trong việc ra lệnh cho quân đội tiên phong của họ rút lui và Sư đoàn Bộ binh 17 Ấn Độ bị chia cắt tại Tiddim. Nó đã chiến đấu trở lại Imphal với sự trợ giúp từ sư đoàn dự bị của Scoones, được cung cấp bởi các kiện hàng được thả xuống từ máy bay. Phía bắc Imphal, Lữ đoàn Dù 50 Ấn Độ đã bị đánh bại tại Sangshak bởi một trung đoàn từ Sư đoàn 31 Nhật Bản trên đường đến Kohima. Do đó, Imphal dễ bị tổn thương trước một cuộc tấn công của Sư đoàn 15 Nhật Bản từ phía bắc nhưng vì cuộc tấn công nghi binh do Nhật Bản phát động ở Arakan đã bị đánh bại, Slim đã có thể di chuyển Sư đoàn 5 Ấn Độ bằng đường không đến Mặt trận Trung tâm. Hai lữ đoàn đã đến Imphal, lữ đoàn còn lại đến Dimapur từ nơi nó gửi một phân đội đến Kohima.
Đến cuối tuần đầu tiên của tháng 4, Quân đoàn IV đã tập trung ở đồng bằng Imphal. Người Nhật đã phát động một số cuộc tiến công trong tháng, nhưng đã bị đẩy lùi. Vào đầu tháng 5, Slim và Scoones bắt đầu một cuộc phản công chống lại Sư đoàn 15 Nhật Bản ở phía bắc Imphal. Tiến độ thực hiện rất chậm, vì việc di chuyển trở nên khó khăn do những cơn mưa gió mùa và Quân đoàn IV thiếu nguồn tiếp liệu.
Cũng vào đầu tháng 4, Sư đoàn 31 Nhật Bản dưới quyền chỉ huy của Trung tướng Kotoku Sato đã đến được Kohima. Thay vì cô lập một đơn vị đồn trú nhỏ của Anh ở đó và tiếp tục với lực lượng chính của mình đến Dimapur, Sato đã chọn chiếm một trạm đồi. Cuộc vây hãm kéo dài từ ngày 5 đến ngày 18 tháng 4, khi các lực lượng phòng thủ kiệt sức được giải vây. Một bộ chỉ huy mới, Quân đoàn XXXIII Ấn Độ dưới quyền chỉ huy của Trung tướng Montagu Stopford, giờ đây đã tiếp quản các hoạt động trên mặt trận. Sư đoàn Bộ binh 2 Anh bắt đầu một cuộc phản công và đến ngày 15 tháng 5, họ đã đánh bại quân Nhật ngoài khơi đồi Kohima. Sau một thời gian bị tạm dừng, trong đó có thêm quân tiếp viện tới, Quân đoàn XXXIII tiếp tục cuộc tiến công.
Đến bây giời, sức chịu đựng của người Nhật vượt quá giới hạn. Quân Nhật (đặc biệt là Sư đoàn 15 và 31) đã chết đói, và trong mùa mưa, bệnh tật nhanh chóng lây lan trong số họ. Tướng Sato đã thông báo cho Mutaguchi rằng sư đoàn của ông sẽ rút khỏi Kohima vào cuối tháng 5 nếu sư đoàn này không được tiếp liệu. Bất chấp mệnh lệnh là phải giữ vững, Sato thực sự đã rút lui. Quân tiên phong của Quân đoàn IV đã gặp Quân đoàn XXXIII tại Cột mốc 109 trên tuyến đường Dimapur-Imphal vào ngày 22 tháng 6, và giải vây thành công ở Imphal.
Mutaguchi (và Kawabe) tiếp tục ra lệnh cho một cuột tiến công mới. Sư đoàn 33 và Lực lượng Yamamoto đã nhiều lần thực hiện các cuộc tấn công, nhưng cho đến cuối tháng 6, họ đã phải hứng chịu quá nhiều thương vong do chiến đấu và bệnh tật đến nỗi họ không thể đạt được bất kỳ tiến độ nào. Chiến dịch tấn công Imphal cuối cùng đã kết thúc vào đầu tháng 7, và quân Nhật rút lui một cách đau đớn đến sông Chindwin.
Đó là thất bại lớn nhất cho đến ngày đó trong lịch sử Nhật Bản. Họ đã phải hứng chịu thương vong hơn 100,000 người, trong đó có 50,000-60,000 người chết. Hầu hết những thương vong này là kết quả của bệnh tật, suy dinh dưỡng và kiệt sức. Quân Đồng minh hứng chịu thương vong là 12,500 người, trong đó có 2,269 người chết. Mutaguchi đã bãi nhiệm tất cả các chỉ huy sư đoàn của mình, và bản thân ông sau đó cũng đã bị cách chức.
Trong thời gian diễn ra mùa mưa từ tháng 8 đến tháng 11, Tập đoàn quân 14 đã truy kích quân Nhật đến sông Chindwin. Trong khi Sư đoàn 11 Đông Phi tiến xuống Thung lũng Kabaw từ Tamu, Sư đoàn 5 Ấn Độ tiến dọc theo con đường núi Tiddim. Đến cuối tháng 11, Kalewa đã được chiếm lại, và một số đầu cầu được thiết lập ở bờ đông sông Chindwin.

## Đồng minh phản công và tái chiếm Miến Điện
Bài chi tiết: Mặt trận Miến Điện (1944-1945).
Quân Đồng minh đã phát động một loạt các cuộc tiến công vào Miến Điện cuối năm 1944 đến nửa đầu năm 1945. Bộ Tư lệnh của Mặt trận đã được sắp xếp lại vào tháng 11 năm 1944. Sở chỉ huy của Cụm Tập đoàn quân 11 được thay thế bởi Lực lượng Bộ binh Đông Nam Á của Đồng minh và Quân đoàn IV và NCAC được đặt dưới quyền chỉ huy trực tiếp của Sở chỉ huy mới này. Mặc dù quân Đồng minh vẫn đang cố gắng hoàn thành con đường Ledo, nhưng rõ ràng nó sẽ không ảnh hưởng đáng kể đến cuộc chiến chống Nhật ở Trung Quốc.
Người Nhật cũng đã thực hiện những thay đổi lớn trong bộ chỉ huy của họ. Sự thay đổi quan trọng nhất là việc cử Trung tướng Hyotaro Kimura là tư lệnh Phương diện quân Miến Điện thay cho tướng Kawabe. Kimura đã khiến cho các kế hoạch của Đồng minh rơi tình trạng hỗn loạn khi từ chối chiến đấu tại sông Chindwin. Nhận ra rằng các lượng của mình đã suy yếu và thiếu thốn phương tiện, trang thiết bị. ông đã ra lệnh cho các lực lượng triệt thoái về phía sau sông Irrawaddy, buộc quân Đồng minh phải mở rộng đáng kể đường dây liên lạc thông tin của mình.

### Mặt trận phía Nam 1944-1945
Tại Arakan, Quân đoàn XV tiếp tục cuộc tiến công của mình trên đảo Akyab trong năm thứ ba liên tiếp. Lần này quân Nhật thực sự yếu hơn rất nhiều, và rút lui trước cuộc tiến công ổn định của Đồng minh. Họ di tản khỏi đảo Akyab vào ngày 31 tháng 12 năm 1944. Hòn đảo này bị chiếm đóng bởi Quân đoàn XV mà không có bất kỳ sự kháng cự nào vào ngày 3 tháng 1 năm 1945 như là một phần của Chiến dịch Talon, cuộc hành quân đổ bộ lên đảo Akyab.
Các tàu đổ bộ lúc này đã đến được chiến trường, và Quân đoàn XV tiến hành các cuộc đổ bộ vào bán đảo Myebon vào ngày 12 tháng 1 năm 1945 và tại Kangaw mười ngày sau đó trong Trận Đồi 170 để chặt đứt con đường rút lui của quân Nhật. Có những cuộc giao tranh ác liệt đã xảy ra cho đến cuối tháng, trong đó quân Nhật phải hứng chịu những thương vong nặng nề.
Một mục tiêu quan trọng khác đối với Quân đoàn XV là đánh chiếm đảo Ramree và đảo Cheduba để xây dựng các sân bay hỗ trợ cho quân Đồng minh đang hoạt động ở miền Trung Miến Điện. Hầu hết quân Nhật trú đóng tại đảo Ramree đã chết trong Trận đảo Ramree. Các hoạt động của Quân đoàn XV trên đát liền được cắt giảm để tập trung các máy bay vận tải để hỗ trợ Tập đoàn quân 14.

### Mặt trận phía Bắc 1944-1945
NCAC tiếp tục cuộc tiến công vào cuối năm 1944, mặc dù sức mạnh của họ dần dần suy yếu do quân Trung Quốc tập trung vào chiến trường chính của họ ở Trung Hoa đại lục. Vào ngày 10 tháng 12 năm 1944, Sư đoàn Bộ binh 36 Anh năm bên sườn phải của NCAC đã liên lạc với các đơn vị của Tập đoàn quân 14 gần Indaw ở miền Bắc Miến Điện. Năm ngày sau, quân Trung Quốc ở bên sườn trái của NCAC đã chiếm được thành phố Bhamo.
NCAC đã liên lạc được với quân Trung Quốc ở Vân Nam vào ngày 21 tháng 1 năm 1945, và con đường Ledo cuối cùng đã có thể được hoàn thành, mặc dù đến thời điểm này trong cuộc chiến, giá trị của nó là không chắc chắn. Tưởng ra lệnh cho Tướng Mỹ Daniel Isom Sultan, Tư lệnh của NCAC, dừng cuộc tiến công của ông tại Lashio, là thị trấn bị quân Đồng minh đánh chiếm vào ngày 7 tháng 3. Đây là một đòn giánh mạnh vào các kế hoạch của người Anh vì nó gây nguy hiểm cho các triển vọng đến Yangon trước khi mùa mưa bắt đầu vào tháng 5. Thủ tướng Anh Winston Churchill, đã khiếu nại trực tiếp lên Tổng Tham mưu trưởng Quân đội Hoa Kỳ là Tướng George Marshall về việc các máy bay vận tải được giao cho NCAC ở lại Miến Điện. Từ ngày 1 tháng 4, các hoạt động của NCAC dừng lại, và các đơn vị của nó đã quay trở lại Trung Quốc và Ấn Độ. Một lực lượng du kích do Hoa Kỳ lãnh đạo, Biệt đội OSS 101, đã tiếp quản các trách nhiệm quân sự còn lại của NCAC.

### Mặt trận Trung tâm 1944-1945
Bài chi tiết: Trận Meiktila và Mandalay.
Tập đoàn quân 14, bây giờ bao gồm Quân đoàn IV và Quân đoàn XXXIII, đã thực hiện các nỗ lực tiến công chính vào Miến Điện. Mặc dù sự rút lui của người Nhật về bên kia sông Irrawaddy đã buộc quân Đồng minh phải thay đổi hoàn toàn kế hoạch của họ, nhưng đó là ưu thế vật chất của quân Đồng minh mà điều này đã được thực hiện. Quân đoàn IV được bí mật chuyển từ sườn phải sang sườn trái của lực lượng, nhằm mục đích vượt sông Irrawaddy gần Pakokku và chiếm giữ trung tâm thông tin liên lạc của Nhật Bản ở Meiktila, trong khi Quân đoàn XXXIII tiếp tục tiến công về phía Mandalay.
Trong tháng 1 và tháng 2 năm 1945, Quân đoàn XXXIII đã chiếm giữ các địa điểm vượt sông Irrawaddy gần Mandalay. Có những cuộc giao tranh ác liệt đã xảy ra, thu hút lực lượng dự bị của Nhật Bản và cố định sự chú ý của họ. Cuối tháng 2, Sư đoàn 7 Ấn Độ dẫn đầu cuộc tấn công của Quân đoàn IV, chiếm giữ các điểm vượt sông tại Nyaungu gần Pakokku. Sư đoàn 17 Ấn Độ và Lữ đoàn Xe tăng 255 Ấn Độ theo họ vượt qua và tiến về Meiktila. Tại địa hình đồng bằng rộng lớn ở miền Trung Miến Điện, lực lượng này đã vượt qua quân Nhật và tiến xuống Meiktila vào ngày 1 tháng 3. Thị trấn đã bị đánh chiếm trong bốn ngày, cho dù quân Nhật kháng cự cho đến người cuối cùng.
Quân Nhật trước tiên đã cố gắng bao vây Meiktila để tái chiếm lại thị trấn và tiêu diệt Sư đoàn 17 Ấn Độ. Các cuộc tấn công của họ không có hiệu quả và đã bị đẩy lùi. Đến cuối tháng 3, quân Nhật đã phải hứng chịu những thiệt hại nặng nề và mất hầu hết pháo binh, vũ khí chống tăng chính của họ. Quân Nhật đã phải ngừng lại cuộc tấn công và rút về Pyawbwe.
Quân đoàn XXXIII tái thực hiện cuộc tấn công vào Mandalay. Sư đoàn 19 Ấn Độ đánh chiếm phần lớn thành phố vào ngày 20 tháng 3, trong khi người Nhật chiếm giữ một thành trì cổ mà người Anh gọi là Pháo đài Dufferin trong một tuần nữa. Phần lớn các khu vực có ý nghĩa lịch sử và văn hoá đã bị phá huỷ trong trận chiến.

### Chạy đua giành Rangoon
Mặc dù quân Đồng minh đã tiến công thành công vào miền Trung Miến Điện, việc đánh chiếm Rangoon trước khi mùa mưa trở lại vẫn là một điều quan trọng. Vào mùa xuân năm 1945, yếu tố khác trong cuộc đua giành Rangoon là những năm chuẩn bị của tổ chức liên lạc, Lực lượng 136, đã dẫn đến một cuộc nổi dậy quốc gia bên trong Miến Điện và việc Quân đội Quốc gia Miến Điện sang phía Đồng minh. Ngoài cuộc tiến công của Đồng minh, người Nhật còn phải đối mặt với các cuộc nổi dậy của người dân Miến Điện trong các khu vực kiểm soát của họ.
Quân đoàn XXXIII được điều vào cuộc tiến công thứ hai của Tập đoàn quân 14 xuống thung lũng sông Irrawaddy nhằm chống lại sức kháng cự gay gắt của Tập đoàn quân 28 Nhật Bản. Quân đoàn IV đã thực hiện cuộc tiến công chính xuống thung lũng sông Sittaung. Họ bắt đầu tấn công bằng cách đột phá khắp các mặt của vị trí phòng ngự của Nhật Bản (do tàn quân của Tập đoàn quân 33 Nhật Bản trấn giữ) tại Pyawbwe. Ban đầu cánh quân này đã bị chặn lại bởi một vị trí phòng ngự vững chắc, nhưng cánh quân này sau đó đã đi vòng để tấn công quân Nhật từ phía sau bằng xe tăng và bộ binh cơ giới.
Từ thời điểm này, con đường tiến công dọc theo ngả đường chính tới Rangoon của Đồng minh vấp phải ít sự chống trả có tổ chức. Cuộc nổi dậy của dân tộc thiểu số Karen đã ngăn Tập đoàn quân 15 Nhật Bản được tái tổ chức đến trung tâm đường bộ chính của Taungoo trước khi Quân đoàn IV chiếm được nó. Lực lượng dẫn đầu Đồng minh đã gặp gỡ hậu phương Nhật Bản ở phía Bắc Bago, cách Rangoon 40 dặm (64 km) về phía bắc, vào ngày 25 tháng 4. Heitarō Kimura đã thành lập nhiều lực lượng hỗn hợp, trong đó có cả nhân viên hải quân và thường dân Nhật Bản ở Rangoon là Lữ đoàn Hỗn hợp Độc lập 105. Đội quân ô hợp này đã ngăn chặn cuộc tiến công của quân Anh cho đến ngày 30 tháng 4 và hỗ trợ cho việc di tản khỏi Rangoon.

### Chiến dịch Dracula
Bài chi tiết: Chiến dịch Dracula và Trận chiến điểm Elephant.
Trong dự tính ban đầu của kế hoạch tái chiếm Miến Điện, Quân đoàn XV sẽ thực hiện một cuộc đổ bộ vào Rangoon trước khi Tập đoàn quân 14 tiến vào thành phố, để làm giảm nhẹ về vấn đề tiếp tế. Cuộc đổ bộ này, mang mật danh là Chiến dịch Dracula đã bị trì hoãn nhiều lần khi các tàu đổ bộ cần thiết được giữ lại tại chiến trường châu Âu và cuối cùng bị huỷ bỏ để nhường chỗ cho cuộc đổ bộ vào đảo Phuket, ngoài khơi bờ biển phía Tây Thái Lan.
Slim lo lắng rằng quân Nhật sẽ tử thủ Rangoon cho đến người cuối cùng giữa mùa mưa, điều này sẽ đẩy Tập đoàn quân 14 vào một thảm hoạ tiếp vận. Do đó, ông đã yêu cầu phải khôi phục lại Chiến dịch Dracula trong một thông báo ngắn. Lực lượng hải quân tham gia cuộc đổ bộ vào đảo Phuket được chuyển sang cho Chiến dịch Dracula, và các đơn vị của Quân đoàn XV bắt đầu lên các tàu đổ bộ để xuất phát đến Rangoon từ Akyab và Ramree.
Vào ngày 1 tháng 5, một tiểu đoàn dù Gurkha đổ bộ xuống Mũi Voi, và tiêu diệt quân Nhật phòng thủ bờ biển tại cửa sông Rangoon. Sư đoàn Bộ binh 26 Ấn Độ đổ bộ vào ngày hôm sau. Khi họ đến nơi, họ phát hiện ra rằng quân Nhật đã rút khỏi Rangoon, bắt đầu từ ngày 22 tháng 4. Sau khi người Nhật rút lui, Rangoon rơi vào tình trạng hỗn loạn không có luật lệ tương tự như năm 1942 khi quân Anh rút khỏi thành phố. Chiều ngày 2 tháng 5 năm 1945, mùa mưa tại khu vực Đông Nam Á chính thức bắt đầu. Quân Đồng minh đã thành công trong việc tái chiếm Rangoon trước khi mùa mưa bắt đầu.
Các đơn vị tiên phong của Sư đoàn 17 và 26 Ấn Độ đã gặp nhau tại Hlegu. cách Rangoon 28 dặm (45 km) về phía bắc, vào ngày 6 tháng 5.

## Các cuộc hành quân cuối cùng
Bài chi tiết: Trận Sittang Bend.
Theo sau cuộc đánh chiếm Rangoon, Sơ chỉ huy của Tập đoàn quân 12 được thành lập từ Quân đoàn XXXIII để chỉ đạo các lực lượng Đồng minh còn ở lại Miến Điện.
Tập đoàn quân 28 Nhật Bản, sau khi rút khỏi Arakan và chống lại Quân đoàn XXXIII ở thung lũng Irrawaddy, đã rút lui vào Pegu Yomas, một dãy đồi thấp được che phủ bởi rừng nhiệt đới nằm giữa sông Irrawaddy và sông Sittang. Họ quyết định phá vây và tái hợp với Phương diện quân Miến Điện. Để che chở cho cuộc phá vây này, Kimura đã ra lệnh cho Tập đoàn quân 33 tiến hành đánh nghi binh qua sông Sittang, mặc dù cả tập đoàn quân lúc này chỉ tập hợp được vừa đủ lực lượng của một trung đoàn. Vào ngày 3 tháng 7, họ tấn công vào các vị trí của người Anh tại "Sittang Bend". Vào ngày 10 tháng 7, sau các trận đánh khốc liệt để giành lại Miến Điện, cả Nhật Bản và Đồng minh đều rút lui.
Quân Nhật đã tấn công quá sớm. Tập đoàn quân 28 của Sakurai chưa sẵn sàng cho cuộc phá vây cho đến ngày 17 tháng 7. Cuộc phá vây đã trở thành một thảm hoạ. Người Anh đã thu được các bản kế hoạch của Nhật từ tay một sĩ quan đã chết khi tiến hành cuộc thăm dò cuối cùng, và đã bố trí mai phục và hoả lực pháo binh ở những con đường mà quân Nhật có thể sử dụng. Quân Nhật bị tổn thất gần 100,000 người khi cố gắng vượt sông Sittang. Quân du kích và hải tặc Miến Điện đã giết chết những người lính Nhật đi lạc ở bờ đông sông. Cuộc phá vây đã khiến cho quân Nhật phải hứng chịu thương vong gần 10,000 người, một nửa lực lượng Tập đoàn quân 28. Thương vong của quân Anh - Ấn là rất nhỏ.
Tập đoàn quân 14 (giờ nằm dưới quyền chỉ huy của Trung tướng Miles Dempsey) và Quân đoàn XV trở lại Ấn Độ để chuẩn bị cho giai đoạn tiếp theo của chiến dịch tái chiếm Đông Nam Á. Một quân đoàn mới, Quân đoàn XXXIV Ấn Độ, dưới quyền chỉ huy của Trung tướng Ouvry Lindfield Roberts được thành lập và phối thuộc vào Tập đoàn quân 14 cho các chiến dịch tiếp theo.
Đồng minh dự tính sẽ đổ bộ vào bờ biển phía Tây bán đảo Mã Lai, mật danh là Chiến dịch Zipper. Tuy nhiên, 2 quả bom nguyên tử được thả vào hai thành phố Nhật Bản đã khiến cho chiến dịch bị huỷ bỏ, nhưng Chiến dịch Zipper vẫn được nhận xét trong thời hậu chiến là kế hoạch mau lẹ nhất để đưa quân đội tới tái chiếm Mã Lai.

## Kết quả
Nói chung, việc Miến Điện trở lại dưới quyền kiểm soát của người Anh được coi là một chiến thắng của Đế quốc Anh và dẫn đến thất bại lớn nhất mà Nhật Bản phải gánh chịu cho đến ngày đó.
Nỗ lực xâm chiếm Ấn Độ của Nhật Bản vào năm 1944 đã được thực hiện trên cơ sở bất lợi của người Nhật vì sau khi người Anh để mất Singapore và Miến Điện vào năm 1942, người Anh đã tăng cường phòng thủ Ấn Độ . Một cuộc xâm chiếm thành công của quân Nhật Bản sẽ là một thảm hoạ lớn của Đế quốc Anh. Các hoạt động phòng thủ tại Kohima và Imphal vào năm 1944 kể từ đó đã mang lại giá trị biểu tượng to lớn như sự thay đổi tình thế trong toàn bộ cuộc chiến của người Anh ở Viễn Đông.
Sử gia người Mỹ Raymond Callahan kết luận rằng "Đây là chiến thắng vĩ đại của Tướng Slim ... đã giúp người Anh, không giống như Pháp, Hà Lan hay sau này là người Mỹ, đã phải rời khỏi châu Á."
Sau khi chiến tranh kết thúc, các hoạt động đấu tranh đòi độc lập của người Bamar và việc nền kinh tế bị phá huỷ trong chiến tranh đã khiến cho chế độ thực dân của người Anh không thể hoạt động. Cuối cùng, sau ba năm, Miến Điện và Ấn Độ đều giành được nền độc lập.
Mục tiêu của người Mỹ ở Miến Điện là hỗ trợ cho Chính phủ Trung Hoa Dân quốc. Ngoài cuộc không vận "Cái bướu", chúng không mang lại kết quả nào cho đến gần cuối cuộc chiến đến nỗi chúng không đóng góp nhiều vào sự thất bại của Nhật Bản. Những nỗ lực này cũng bị chỉ trích là không có kết quả vì lợi ích cá nhân và tham nhũng của chế độ Tưởng Giới Thạch.